# Cafard (film, 2015)
Pour les articles homonymes, voir cafard (homonymie).
Pour plus de détails, voir Fiche technique et Distribution.
Cafard est un film d'animation franco-néerlando-belge réalisé par Jan Bultheel, sorti en 2015. Ce film de guerre raconte l'histoire du bataillon belge ACM en envoyé dans l'Empire russe.

## Synopsis
En 1914, à Buenos Aires, le lutteur belge Jean Mordant est sacré champion du monde. Au même moment, à Ostende, sa ville natale, sa fille est violée et battue par des soldats allemands. Désireux de se venger, Jean s'engage dans le bataillon belge ACM avec son entraîneur et son neveu. Ils ne s'attendaient cependant pas à parcourir le monde pendant 4 longues années...

## Fiche technique
- Titre : Cafard
- Réalisation : Jan Bultheel
- Scénario : Jan Bultheel
- Animation : Andre Ferwerda
- Capture de mouvement : Jean-Francois Szlapka
- Musique : Hans Helewaut
- Productrice : Arielle Sleutel
- Production : Tondo Films, Topkapi Films, Superprod, Tarantula
- SOFICA : Sofitvciné 1
- Pays d’origine :  Belgique |  France |  Pays-Bas
- Genre : animation, drame, aventures, guerre
- Date de sortie : 
  - Belgique : 23 septembre 2015

## Distribution

### Voix françaises
- Benoît Magimel : Jean Mordant
- Jean-Hugues Anglade : Victor
- Julie Gayet : Jelena Dimitrieva Doctorow

### Voix néerlandaises
- Wim Willaert : Jean Mordant
- Sebastien Dewaele : Victor
- Maarten Ketels : Guido
- Benoit Gob : Édouard Coppenole
- Dinara Drukarova : Jelena Dimitrieva Doctorow

## Roman graphique
- Jan Bultheel, Amira Daoudi, Seppe Van den Berghe, L’Odyssée d’une unité blindée belge au cours de la Grande Guerre, Tielt, éditions Lannoo, 2015, 144 p.  (ISBN 978-94-014-3092-0).